# Estación de Benicasim
Estación de Benicasim vasútállomás Spanyolországban, Benicasim településen.

## Vasútvonalak
Az állomást az alábbi vasútvonalak érintik:
- Tarragona-Valencia-vasútvonal

## Kapcsolódó állomások
A vasútállomáshoz az alábbi állomások vannak a legközelebb:
- Estación de Castellón de la Plana